# لين شارون شوارتز
لين شارون شوارتز (بالإنجليزية: Lynne Sharon Schwartz)‏‏ (19 مارس 1939 في بروكلين - ) كاتِبة، ومترجمة، ومقالاتية، وروائية من الولايات المتحدة.

## الجوائز
- زمالة غوغنهايم

## روابط خارجية
- لين شارون شوارتز على موقع IMDb (الإنجليزية)